# Schönermark (Stüdenitz-Schönermark)

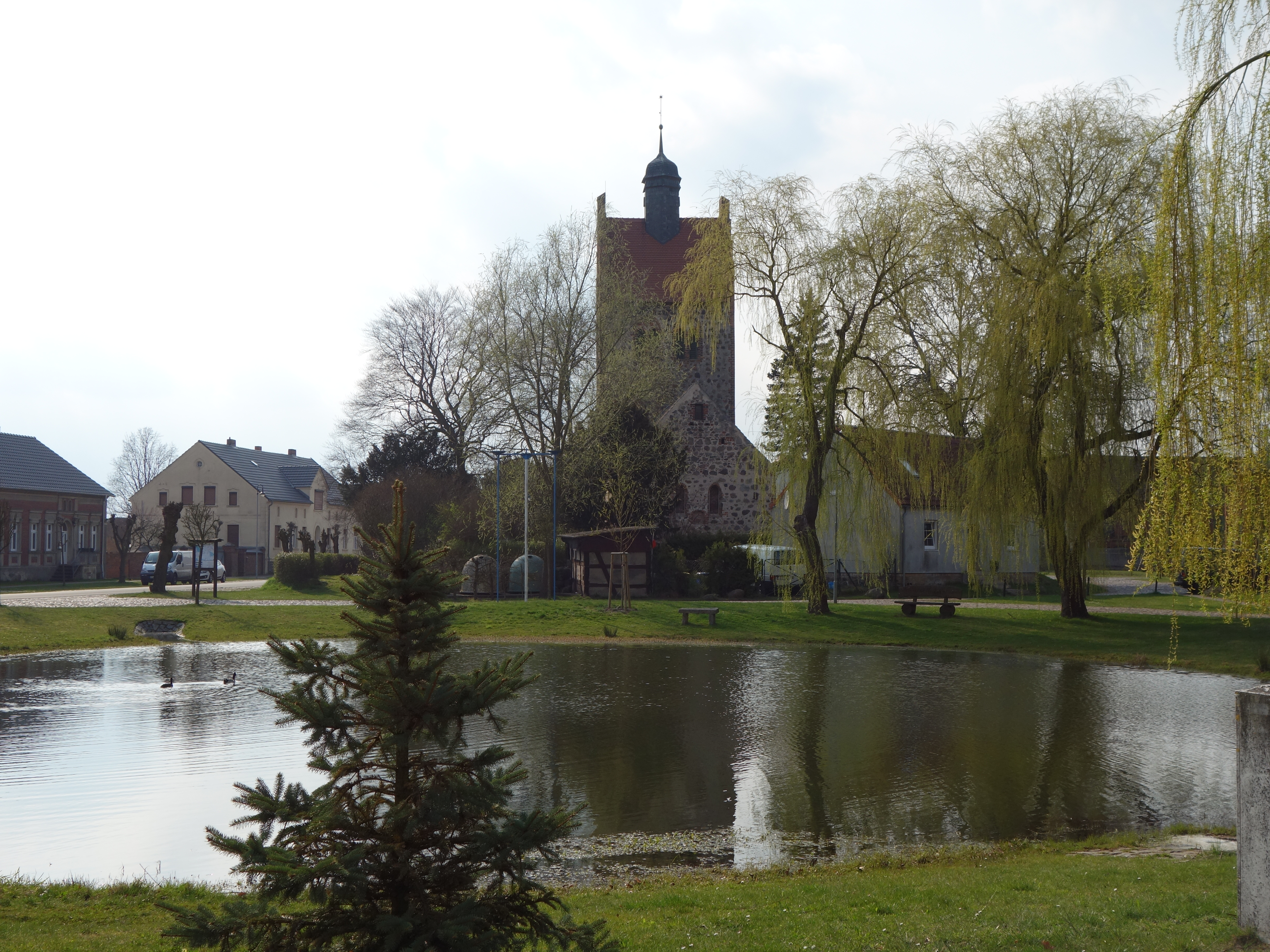
Dorfteich in Schönermark mit Kirche

Schönermark ist ein bewohnter Gemeindeteil von Stüdenitz-Schönermark des Amtes Neustadt (Dosse) im Landkreis Ostprignitz-Ruppin in Brandenburg.

## Geographie
Schönermark liegt am Rande eines Urstromtals auf einer Erhebung. Schönermark gliedert sich in das Kerndorf Schönermark und das ehemalige Vorwerk Charlottenhöh. Charlottenhöh hat den Status eines Wohnplatzes und besteht aus fünf Häusern.

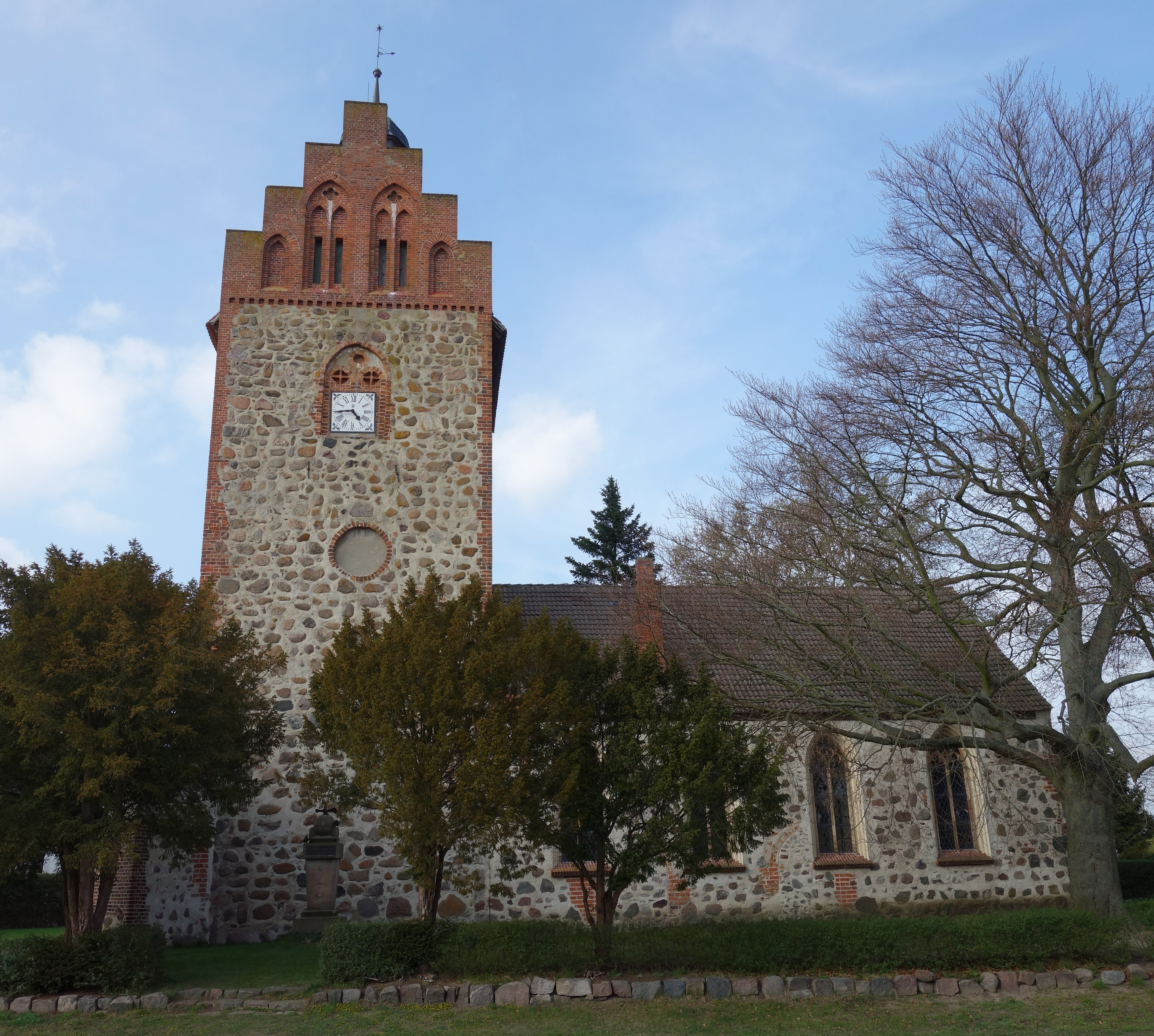
Dorfkirche Schönermark aus dem 15. Jh.

## Geschichte
Die Landschaft, in der das heutige Schönermark liegt, war schon vor Beginn der Zeitrechnung besiedelt. Das bezeugen Ausgrabungen aus der Bronzezeit. Zu Beginn der Zeitrechnung lebten im Gebiet der Ostprignitz germanische Stämme. Im 4. Jahrhundert nahm die Völkerwanderung zu. Die germanischen Stämme zogen in Richtung Westen. Aus den östlichen Gebieten zogen die Slawen in das verlassene Gebiet. Vor der Besiedlung durch die Deutschen im 12. Jahrhundert bedeckten riesige Wälder den Boden. Die deutsche Besiedlung vollzog sich über einen längeren Zeitraum und war etwa 1300 abgeschlossen.
Schönermark war bis zum 30. Dezember 2001 eine eigenständige Gemeinde im Amt Kyritz. Im Zuge der Gemeindegebietsreform in Brandenburg  schloss sich die Gemeinde Schönermark nach einem Bürgerentscheid mit der Nachbargemeinde Stüdenitz zur neuen Gemeinde Stüdenitz-Schönermark zusammen. Die neue Gemeinde gehört dem Amt Neustadt (Dosse) an.
Im Dezember 2018 konnte der Heimatverein das instand gesetzte Dorfgemeinschaftshaus einweihen. Die Umbaukosten betrugen 200.000 EUR.

Dorfgemeinschaftshaus
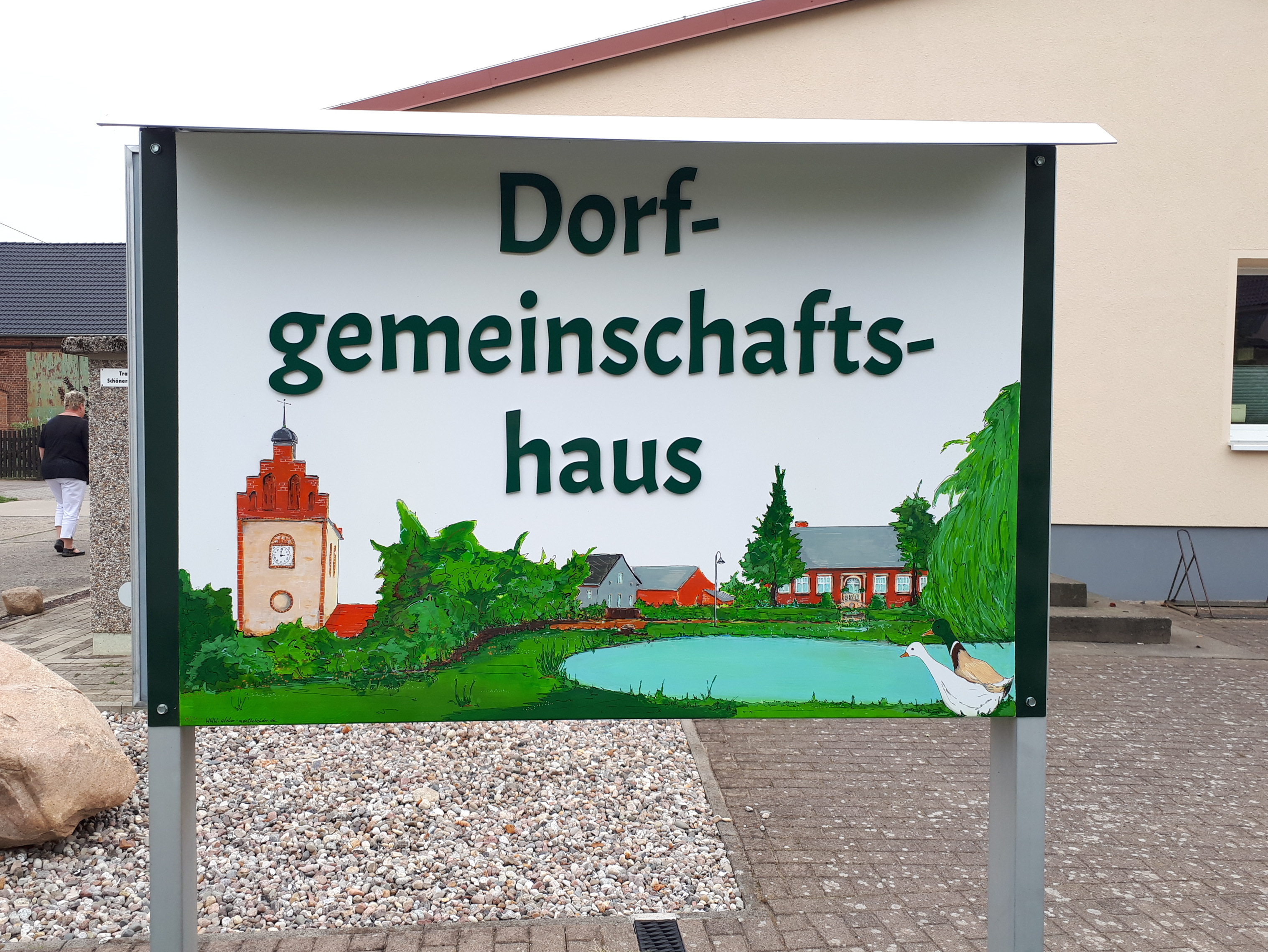
Hinweistafel
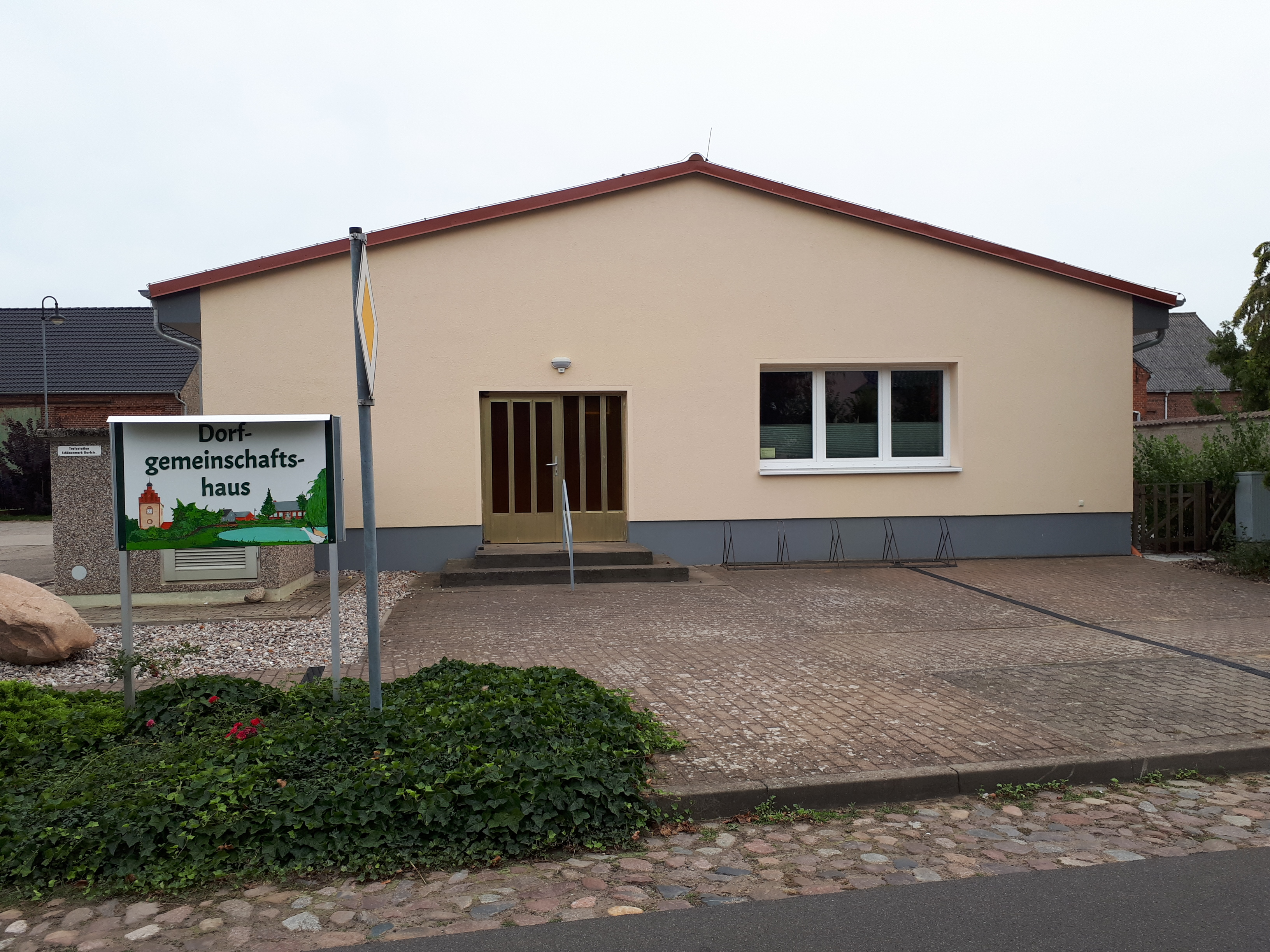
Ansicht von der Dorfstraße
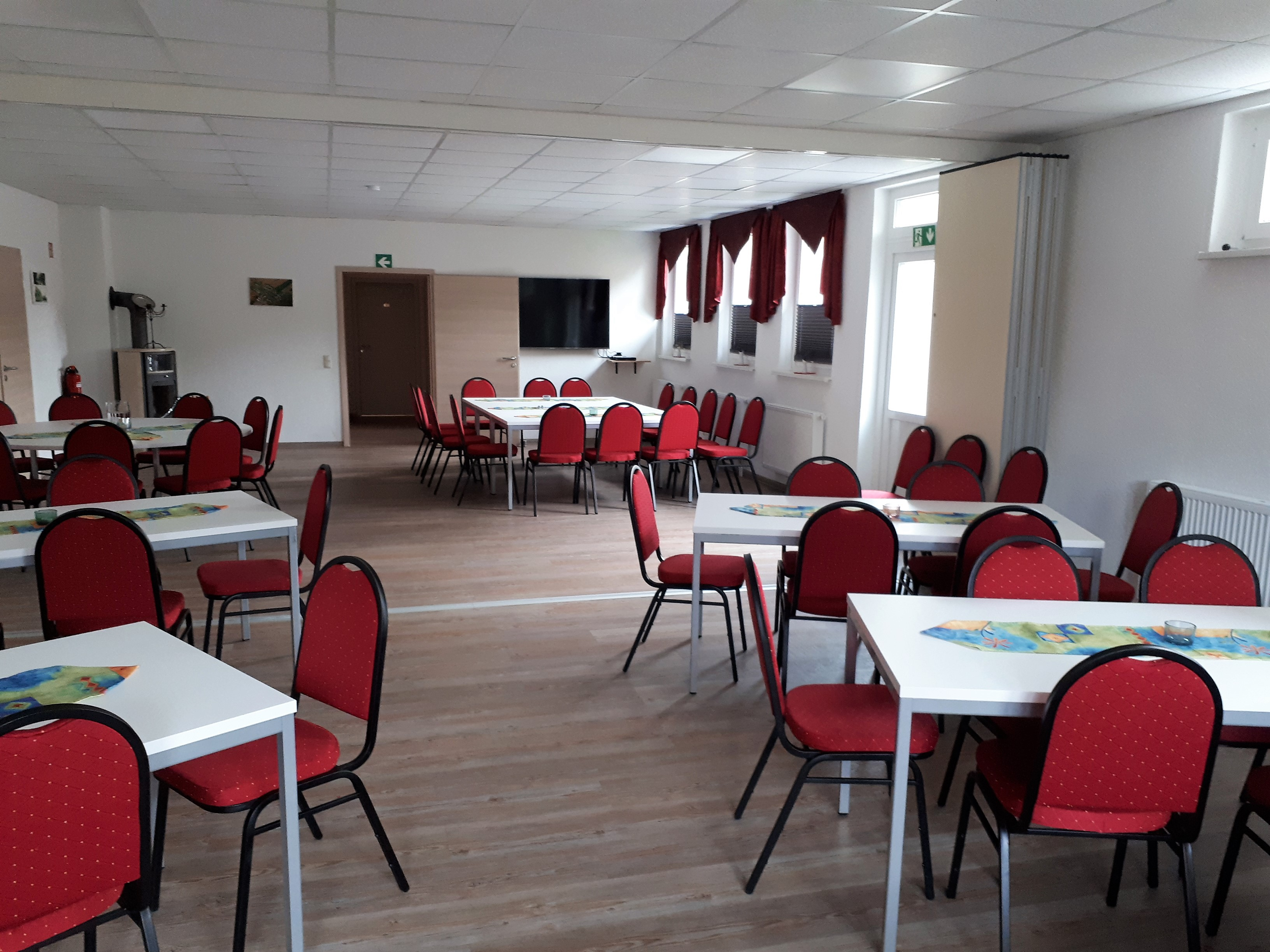
Saal